# Fariba Vafi
 Fariba Vafi (en persa: فریبا وفی , Tabriz, 1 de enero de 1963) escritora iraní.
Su primera novela apareció en 2002. Ha ganado los premios Yalda, Golchiri e Ispahan. Y su obra se ha traducido a varios idiomas. 
Vive en Teherán con su marido, su hijo y su hija.

## Obra
- 1986: Dar Omq-e-sahneh (En la profundidad del escenario), relato corto, Cheshmeh Publishers
- 1999: Hatta Vaqti Mikhandidim (Aun al reírnos), relato corto
- 2002: Parande-ye-man (Mi pájaro), novela
- 2006: Tarlan, novela
- 2007: Rowya-ye-Tabbat (Sueño del Tíbet), novela
- 2008: Razi dar Kucheha (Un misterio en las avenidas), novel
- 2009: Dar Rahe Vila  (De camino a la villa ), relato corto
- 2011: Hame-ye Ofoq (Todo el horizonte), relato corto
- 2012: Mah Kamel Mishavad (La luna se llena), novela,
- 2014:  Baad az payan  (Después del fin),novela